# Bardolino (vini)
Bardolino e Bardolino Superiore sono rispettivamente una denominazione di origine controllata e una denominazione di origine controllata e garantita assegnate ad alcuni vini del Veneto.
La produzione interessa la provincia di Verona occidentale, grossomodo la zona fra l'Adige e il lago di Garda. Coinvolge in tutto o in parte i comuni di Bardolino, Garda, Lazise, Affi, Costermano, Cavaion Veronese, Torri del Benaco, Caprino Veronese, Rivoli Veronese, Pastrengo, Bussolengo, Sona, Sommacampagna, Castelnuovo del Garda, Peschiera del Garda, Valeggio sul Mincio. La sede del relativo Consorzio Tutela Vino Bardolino D.O.C. si trova a Bardolino.
Comprende i seguenti vini DOC:
- Bardolino
- Bardolino Classico
- Bardolino Chiaretto
- Bardolino Chiaretto classico
- Bardolino Chiaretto spumante
- Bardolino Novello
- Bardolino Novello classico

e i seguenti vini DOCG:
- Bardolino Superiore
- Bardolino Superiore classico